# Mesonea simplex
Mesonea simplex är en mossdjursart som beskrevs av Ferdinand Canu och Ray Smith Bassler 1929. Mesonea simplex ingår i släktet Mesonea och familjen Crisinidae. Inga underarter finns listade i Catalogue of Life.